# Exochus assimilis
Exochus assimilis là một loài tò vò trong họ Ichneumonidae.